# Propallene longiceps
Propallene longiceps är en havsspindelart som först beskrevs av Böhm, R. 1879.  Propallene longiceps ingår i släktet Propallene och familjen Callipallenidae. Inga underarter finns listade i Catalogue of Life.